# Amphoriscus
Amphoriscus é um gênero de esponja marinha da família Amphoriscidae.

## Espécies
- Amphoriscus buccichii Ebner, 1887
- Amphoriscus chrysalis (Schmidt, 1864)
- Amphoriscus cyathiscus (Haeckel, 1872)
- Amphoriscus cylindricus (Haeckel, 1870)
- Amphoriscus cylindrus (Haeckel, 1872)
- Amphoriscus dohrni Sarà, 1960
- Amphoriscus elongatus Poléjaeff, 1883
- Amphoriscus gastrorhabdifera (Burton, 1932)
- Amphoriscus glacialis Haeckel, 1872
- Amphoriscus gregorii (Lendenfeld, 1891)
- Amphoriscus kryptoraphis Urban, 1908
- Amphoriscus oviparus (Haeckel, 1872)
- Amphoriscus perforatus (Haeckel, 1872)
- Amphoriscus salfii Sarà, 1951
- Amphoriscus semoni Breitfuss, 1896
- Amphoriscus synapta (Schmidt in Haeckel, 1872)
- Amphoriscus testiparus (Haeckel, 1872)
- Amphoriscus urna Haeckel, 1872